# Струкова, Татьяна Георгиевна
Татьяна Георгиевна Струкова (род. 12 ноября 1952) — российский литературовед, специалист по истории зарубежной литературы XIX-XX веков. Доктор филологических наук, профессор Воронежского государственного педагогического университета, Почетный работник высшего профессионального образования Российской Федерации, член Российской Ассоциации англистов (RAES) и Европейской ассоциации англистов (ESSE).

## Биография
В 1975 г. окончила английское отделение факультета романо-германской филологии Воронежского государственного университета по специальности «филолог, преподаватель английского языка и литературы». С 1977 по 1980 гг. училась в аспирантуре Калининского (ныне Тверского) университета по специальности «теория литературы». 
Кандидатская диссертация «Мэри Шелли – романист» защищена 1980 г. в МОПИ им. Н.К. Крупской (научный руководитель проф. Н.А. Гуляев). В докторской диссертации «Жанр морского романа и его модификации в английской литературе XIX-XX веков» (1999, МГУ) развивается концепция зарождения и эволюции жанра морского романа в литературе на протяжении двух столетий.

## Научные интересы
Круг научных интересов составляют проблемы жанрологии, поэтика романа XX века, popular fiction, реализация повседневности в литературе, вопросы национальной идентичности, теория литературы.

## Основные работы
1. Капитан Фредерик Марриет (Морской роман в английской литературе 20-30-х годов XIX века) : [монография]. – Воронеж : Изд-во Истоки, 1998. – 210 с.
2. Английский морской роман XIX-XX веков : [монография]. – Воронеж : Изд-во Истоки, 2000. – 297 с.
3. «Морская трилогия» У. Голдинга: традиция и новаторство : [монография]. – Воронеж : Изд-во Воронеж. гос. ун-та, 2000. – 136 с.
4. Мэри Шелли, или Незнакомая знаменитость : [монография]. – Воронеж : Изд-во Воронеж. гос. ун-та, 2001. – 200 с.
5. Литературная мозаика : [монография]. – Воронеж : Изд-во Воронеж. гос. ун-та, 2005. – 336 с.
6. Английская литература XX века : учеб. пособие для студентов филол. специальностей ун-тов / под ред. Т. Г. Струковой, С. Н. Филюшкиной ; Воронеж. гос. пед. ун-т. – Воронеж, 1995. – 122 с.
7. Приключения, фантастика, детектив : феномен беллетристики : кн. для учителя / под ред. Т. Г. Струковой, С. Н. Филюшкиной ; Воронеж. гос. пед. ун-т. – Воронеж, 1996. – 212 с.
8. Зарубежная литература XX века : аннотированная хрестоматия : в 3-х ч. – (http://www./reader/vspu.ac.ru).
9. Основные направления в мировой литературе XX века / авт. предисл. и сост. Т. Г. Струкова. – Воронеж : Изд-во Воронеж. гос. ун-та, 2003. – 559 с.
10. Межкультурная коммуникация и проблемы национальной идентичности : сб. науч. тр. / ред. Л  И. Гришаева и Т. Г. Струкова ; Воронеж. гос. ун-т. – Воронеж, 2002.   642 с.
11. Научно-философский анализ повседневности: проблемы и перспективы в XXI веке / под общ. пред. Т.Г. Струковой. – Воронеж: ВГПУ, 2010. – 184 с.
12. Гуманитарные аспекты повседневности: проблемы и перспективы в XXI веке / под ред. Т.Г. Струковой. – Воронеж: ВГПУ, 2011. – 174 с.

## Упоминания
- Воронежская историко-культурная энциклопедия: Персоналии / [гл. ред. О.Г. Ласунский]. – Воронеж: Центр духовного возрождения Чернозёмного края, 2006. – С.406-407.
- Татьяна Георгиевна Струкова. Биобиблиографическое пособие. – Воронеж, 2008. – 75 с.
- Кафедра русской литературы XX века и зарубежной литературы ВГПУ 1993-2003: история и библиография / под общ. ред А.Б. Удодова. – Воронеж, 2003.
- Струкова Татьяна Георгиевна : Библиографический указатель. – Воронеж, 2002. – 36 с.
- Труды ученых факультета Романо-германской филологии Воронежского государственного университета. 2002-2007. : библиогр. указатель / сост. Е. П. Гришина ; науч. ред. Л. И. Гришаева ; отв. ред. Н. А. Фененко. – Воронеж : Издательско-полиграф. центр Воронеж. гос. ун-та, 2007. – С. 94.